# اسلاوشناسی

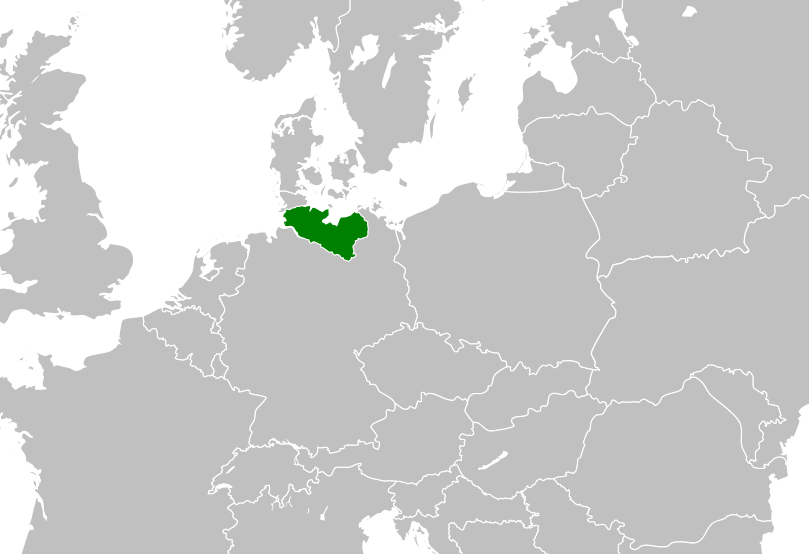
منطقه تحت کنترل آبدریت ها که مرزهای مدرن اروپا را به تصویر می کشد.

اسلاوشناسی یا روس‌شناسی (به انگلیسی: Slavic studies) که در ایالات متحده با عنوان مطالعات روسیه شناخته می‌شود، یک رشته آکادمیک مطالعات منطقه‌ای است که با مردم، زبان‌ها، ادبیات، تاریخ و فرهنگ اسلاو مرتبط است. پژوهشگران این رشته که اسلاویست نامیده می‌شوند، در درجه اول یک زبان‌شناس یا فیلولوژیست بودند که در مورد اسلاویسم تحقیق می‌کردند. بعدتر، مورخان، دانشمندان علوم اجتماعی و سایر انسان‌شناسانی که فرهنگ‌ها و جوامع اسلاوی را مطالعه می‌کنند، در این عنوان گنجانده شده‌اند.